# 피터 쇼어

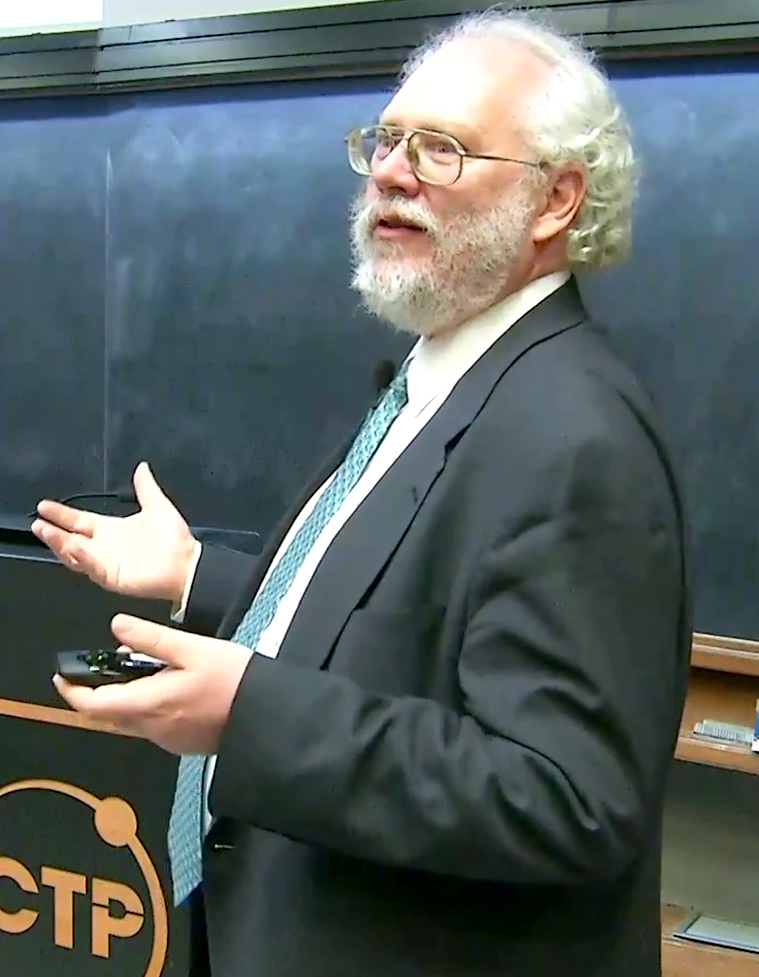

피터 쇼어(Peter W. Shor, 1959년 8월 14일 ~ )는 미국의 이론 컴퓨터 과학자이다. 양자 컴퓨터에 대한 연구로 유명하며, 특히 기존의 컴퓨터에서는 불가능했던 소인수분해를 빠르게 하는 양자 알고리즘(쇼어 알고리즘)을 제안했다. 현재 MIT 수학과 교수이다.